# Замок Каравул
Замок Каравул — втрачена оборонна споруда на високому березі Дністра, поблизу якої виникло колишнє містечко Рашків (нині Молдова).

## З історії
Ґільбер Лянуа (Жільбер де Лануа), який бачив замок, стверджував, що його збудували менш ніж за місяць. Староста Юрій Гедигольд, який керував його спорудженням, для цього залучив 12000 людей і 4000 фір дерева й каменя.
У 1442 році король Польщі Казимир IV Ягелончик надав замок (у грамоті лат. castra nostra Caravul super Dniestr) у користування шляхтичу Теодорику Бучацькому-Язловецькому із застереженням права викупу для уряду.
Поблизу Рашкова на межі 19-20 століть добре збереглось городище у формі чотирикутника з «ронделями» на трох кутах на високому березі Днїстра. Володимир Антонович на підставі автопсії бачив у ньому фортифікації XV в. Михайло Грушевський частково заперечував таке твердження.